# David Neil MacKenzie
David Neil MacKenzie (* 8. April 1926 in London; † 13. Oktober 2001 in Bangor) war ein britischer Sprachwissenschaftler.

## Leben
Neil MacKenzie lernte die Paschtunische Sprache während seines Dienst in der British Army in North West Frontier, Britisch-Indien zwischen 1945 und 1946. Nach dem Krieg studierte er Persisch bei Ann K. S. Lambton an der School of Oriental and African Studies (SOAS) in London und Alt- und Mittel-Iranisch bei Walter Bruno Henning. Danach heiratete er seine erste Frau Gina und fing bei Cecil J. Edmonds an, Kurdisch zu studieren.
1955 wurde er Lecturer für Kurdisch an der SOAS, 1961 für alle iranischen Sprachen, 1965 wurde er Reader. Von 1975 bis zu seinem Ruhestand 1994 war er Professor für orientalische Philologie an der Georg-August-Universität Göttingen.
Er wurde bekannt wegen seiner Kenntnisse in und Beiträge zu zahlreichen iranischen Sprachen und Dialekten, insbesondere Paschtu, die moderne kurdische Sprachen und die mitteliranische Sprachen Mittelpersisch (Pahlavi), Sogdisch, und Choresmisch. Mehrere seine Werke über Kurdisch, Mittelpersisch und Choresmisch sind als Standardnachschlagewerk anzusehen.
1991 wurde ihm eine Festschrift gewidmet. 1999 wurde eine Sammlung seiner kleineren Werke veröffentlicht. 2005 erschien ein Gedächtnisband.

## Veröffentlichungen (Auswahl)
- The Origin of Kurdish. In: Transactions of the Philological Society, Band 60, Nr. 1, 1961, S. 68–86.
- Kurdish Dialect Studies. 2 Bände, London 1962.
- Zoroastrian Astrology in the Bundahišn. In: Bulletin of the School of Oriental and African Studies, Band 27, Nr. 3, 1964, S. 511–529.
- Notes on the Transcription of Pahlavi. In: Bulletin of the School of Oriental and African Studies, Band 30, 1967, S. 17–29.
- A Concise Pahlavi Dictionary, London 1971 (1986; 2014).
- The Buddhist Sogdian Texts of the British Library. In: Acta Iranica. Band 10, Diffusion E.J. Brill, 1976.
- Mani’s Šābuhragān. In: Bulletin of the School of Oriental and African Studies. Band 42, Nr. 3, 1979, S. 500–534.

## Belege
1. 1 2 3  Desmond Durkin-Meisterernst (2002)
2. ↑  Ludwig Paul (2004), S. 208.
3. ↑  Ludwig Paul (2004), S. 210.
4. ↑  Ludwig Paul (2004), S. 207.
5. ↑  Ronald Erich Emmerick, Dieter Weber (Hrsg.): Corolla Iranica. Papers in Honour of Prof. Dr. David Neil MacKenzie on the Occasion of his 65th Birthday on April 8th, 1991. Frankfurt am Main 1991.
6. ↑  Carlo Giovanni Cereti, Ludwig Paul (Hrsg.): David Neil MacKenzie. In: Iranica diversa. Istituto Italiano per l’Africa e l’Oriente, Rom 1999.
7. ↑  Dieter Weber (Hrsg.): Languages of Iran: Past and Present – Iranian Studies in memoriam David Neil MacKenzie. Harrassowitz, Wiesbaden 2005.

| Personendaten    | Personendaten         |
| ---------------- | --------------------- |
| NAME             | MacKenzie, David Neil |
| ALTERNATIVNAMEN  | MacKenzie, D. N.      |
| KURZBESCHREIBUNG | britischer Linguist   |
| GEBURTSDATUM     | 8. April 1926         |
| GEBURTSORT       | London                |
| STERBEDATUM      | 13. Oktober 2001      |
| STERBEORT        | Bangor (Wales)        |